# Huvinahalli Kaval, Hassan
Huvinahalli Kaval là một làng thuộc tehsil Hassan, huyện Hassan, bang Karnataka, Ấn Độ.